# Guido Kaczka
Guido Martín Kaczka (Buenos Aires, 2 de febrero de 1978) es un actor, productor y presentador de radio y televisión argentino. Es reconocido por ser presentador de diversos programas de entretenimiento familiar tales como El último pasajero, A todo o nada, La tribuna de Guido, La mejor elección, Los 8 escalones (versionada en Los 8 escalones del millón), Otra noche familiar y Bienvenidos a bordo. Asimismo es uno de los propietarios de Kuarzo Entertainment Argentina.
Gracias a su labor como conductor obtuvo premios tales como el Martín Fierro en 2015, 2017 y 2019. También junto a Mariana Fabbiani y Laurita Fernández conforman las parejas que han conducido Un sol para los chicos. Desde 2011 conduce los especiales de UNICEF. En 2021 recibió el Premio Konex como uno de los mejores conductores de la década en la Argentina.

## Biografía
Nacido en la Ciudad de Buenos Aires, creció en los barrios de Villa Luro y La Paternal.
A los 5 años comenzó a frecuentar un estudio de televisión ya que acompañaba a sus hermanos Analía y Emiliano que participaban en Pelito. A fuerza de insistencias (y luego de cantar tangos al productor) fue seleccionado en ATC (actual TVP) para una telecomedia. A los siete años debutó en teatro, en la obra infantil La pandilla aventurera, una adaptación de El mago de Oz.
En televisión trabajó en Pelito (1982-1985), Polenta (1986), Clave de Sol (1987-1990), El árbol azul (1991), Grande pa! (1992-1994) y luego continuó en las telenovelas de Cris Morena Chiquititas (1995-1998) y Verano del 98 (1999-2000).
En 2001 formó parte del ciclo Polémica en el bar y al año siguiente integró el elenco de la telenovela Máximo corazón. 
En 2003 protagoniza junto a Soledad Pastorutti la telenovela infantil Rincón de luz, en la tardes de canal 9. Al año siguiente fue uno de los protagonistas de la telecomedia de Pol-ka Los pensionados, por el eltrece.
Desde 2005 hasta 2009, condujo un programa de entretenimientos en el cual dos equipos de estudiantes compiten por un viaje de egresados a Bariloche, llamado El último pasajero, emitido por Telefé. Este programa guarda ciertas similitudes con otro programa-ícono de la televisión argentina de los años setenta, ochenta y noventa, titulado Feliz domingo para la juventud, el cual era conducido por Silvio Soldán. El último pasajero fue nominado a dos premios Martín Fierro como «mejor programa de entretenimientos» (2006-2007). El programa contó también con una versión peruana que se transmite por Canal 2 y otra chilena, transmitida por TVN y Chilevisión además de una brasileña e otra portuguesa. En 2009 el conductor decidió seguir con El último pasajero y se puso al frente de la primera producción de su productora Kaberplay: la tira televisiva Niní, de la cual su exesposa Florencia Bertotti fue protagonista.
En 2010, fue elegido por Telefe para conducir un nuevo programa de entretenimientos llamado Alto juego.
En 2011, comenzó con un nuevo programa con la temática de El último pasajero, en eltrece llamado Bariló, a todo o nada.
En 2012 y 2013 conduce un programa de entretenimientos llamado A todo o nada; primeramente la temática eran los viajes a Bariloche, cambiando a mediados del 2012 a premios para todas las personas de diferentes edades. Actualmente no se permiten personas menores de 16 años.
En 2014 empieza por primera vez a trabajar en radio, conduciendo un programa llamado No está todo dicho junto a otras celebridades como Claudia Fontán y Luciana Geuna, en la famosa emisora radial La 100. En un primer momento, el programa se emitía en la primera mañana, pero tras la llegada de Santiago del Moro, con El Club del Moro, Kaczka pasó a ocupar la franja de 9 a 13, cambiando la dinámica y el formato del programa. Kazcka tiene una gran relación personal con del Moro.
También sigue conduciendo por la pantalla de eltrece su programa de preguntas y respuestas llamado Los 8 escalones, Las puertas de A todo o nada y La tribuna de Guido. Los programas conducido por Guido fueron: Otra noche familiar un programa de preguntas y respuestas de Cinco pasos y una ayuda. En la actualidad ha conducido Bienvenidos a bordo otro formato de A todo o nada y producido por Kuarzo Entertainment Argentina, pero actualmente sigue en Los 8 escalones del millón.

## Vida personal
En 1999 comenzó una relación con la actriz Florencia Bertotti, a quien conoció en las grabaciones de Verano del 98. Contrajeron matrimonio en 2006. En 2008 tuvieron un hijo llamado Romeo. La pareja se divorció en 2010.
En 2018 se casó en segundas nupcias con Soledad Rodríguez. Tienen 3 hijos: Benjamín, nacido en 2014, Helena, nacida en 2017, y Eliseo, nacido en 2021.

## Filmografía

### Programas de televisión
| Año             | Título                     | Rol       | Canal                                 |
| --------------- | -------------------------- | --------- | ------------------------------------- |
| 1997, 2000-2001 | Polémica en el bar         | Humorista | Telefe (1997), América TV (2000-2001) |
| 1999            | Trip                       | Conductor | Telefe                                |
| 1999-2000       | Mis mejores amigos         | Conductor | Telefe                                |
| 2005-2009       | El último pasajero         | Conductor | Telefe                                |
| 2010            | Alto Juego                 | Conductor | Telefe                                |
| 2011-2014       | A todo o nada              | Conductor | eltrece                               |
| 2014-2015       | Los 8 escalones            | Conductor | eltrece                               |
| 2015            | Lo que das                 | Conductor | eltrece                               |
| 2015-2017       | Guido a la noche           | Conductor | eltrece                               |
| 2016            | Especial perros            | Conductor | eltrece                               |
| 2017            | Hacelo feliz               | Conductor | eltrece                               |
| 2017            | Lo mejor de la familia     | Conductor | eltrece                               |
| 2018            | La tribuna de Guido        | Conductor | eltrece                               |
| 2019            | El perro del millón        | Conductor | eltrece                               |
| 2019            | Otra noche familiar        | Conductor | eltrece                               |
| 2019            | Cinco pasos y una ayuda    | Conductor | eltrece                               |
| 2020-2021       | Bienvenidos a bordo        | Conductor | eltrece                               |
| 2021-2025       | Los 8 escalones del millón | Conductor | eltrece                               |
| 2024-2025       | The Floor, la conquista    | Conductor | eltrece                               |
| 2025            | The Balls                  | Conductor | eltrece                               |
| 2025-presente   | Buenas noches familia      | Conductor | eltrece                               |

### Ficciones de televisión
| Año       | Título            | Personaje                 | Canal       |
| --------- | ----------------- | ------------------------- | ----------- |
| 1983-1986 | Pelito            | Mariano                   | eltrece     |
| 1987-1990 | Clave de sol      | Quique                    | eltrece     |
| 1991      | El árbol azul     | Daniel "Danny" Figueroa   | América TV  |
| 1991      | Alta comedia      | Nicolás                   | Canal 9     |
| 1992-1994 | ¡Grande, pa!      | Lucas                     | Telefe      |
| 1995-1998 | Chiquititas       | Felipe "Piojo" Fraga      | Telefe      |
| 1999-2000 | Verano del 98'    | Octavio Levin             | Telefe      |
| 2002-2003 | Máximo corazón    | Pablo Mendoza             | Telefe      |
| 2003      | Rincón de luz     | Álvaro del Solar          | América TV  |
| 2004      | Los pensionados   | Alejandro Carrizo         | eltrece     |
| 2004      | Floricienta       | Alejandro "Ale" Fazzarino | eltrece     |
| 2005      | Casados con hijos | Hugo Pardo                | Telefe      |
| 2011      | Los Únicos        | Él mismo (Invitado)       | eltrece     |
| 2013      | Solamente vos     | Él mismo (Invitado)       | eltrece     |
| 2018      | El host           | Dueño del perro           | Fox Channel |

### Cine
| Año  | Título         | Personaje            | Notas                  |
| ---- | -------------- | -------------------- | ---------------------- |
| 2005 | Chicken Little | Chicken Little (Voz) | Doblaje para Argentina |

### Emisiones especiales
El Trece y al apoyo de UNICEF
- Un sol para los chicos 2011 (2011). Presentador.
- Un sol para los chicos 2012 (2012). Presentador.
- Un sol para los chicos 2013 (2013). Presentador.
- Premios Martín Fierro 2013 (2014). Copresentador.
- Un sol para los chicos 2014 (2014). Presentador.
- Premios Martín Fierro 2014 (2015). Copresentador.
- Un sol para los chicos 2015 (2015). Presentador.
- Premios Martín Fierro 2015 (2016). Copresentador.
- Un sol para los chicos 2016 (2016). Presentador.
- Premios Martín Fierro 2016 (2017). Copresentador.
- Un sol para los chicos 2017 (2017). Presentador.
- Un sol para los chicos 2018 (2018). Presentador.
- Un sol para los chicos 2019 (2019). Presentador.
- Unidos por Argentina (2020). Presentador.
- Un sol para los chicos 2020 (2020). Presentador.
- Un sol para los chicos 2021 (2021). Presentador.
- Un sol para los chicos 2022 (2022). Presentador.
- Un sol para los chicos 2023 (2023). Presentador.
- Un sol para los chicos 2024 (2024). Presentador
- Un sol para los chicos 2025 (2025). Presentador

### Radio
| Año           | Programa           | Equipo                                                                                  | Emisora |
| ------------- | ------------------ | --------------------------------------------------------------------------------------- | ------- |
| 2014-presente | No está todo dicho | Marcela Tauro, Claudia Fontán, Guillermo Coppola, Guillermo Poggi y Santiago Calzarotto | La 100  |

## Premios y nominaciones
| Año  | Premios                       | Categoría                                | Programa                                         | Resultado |
| ---- | ----------------------------- | ---------------------------------------- | ------------------------------------------------ | --------- |
| 1997 | Premios Martín Fierro         | Actor Revelación                         | Polémica en el bar                               | Nominado  |
| 2013 | Premios Martín Fierro         | Mejor Animación y/o Conducción Masculina | A todo o nada                                    | Nominado  |
| 2015 | Premios Martín Fierro         | Programa de entretenimiento              | Los 8 escalones                                  | Ganador   |
| 2017 | Premios Martín Fierro         | Mejor Animación y/o Conducción Masculina | A todo o nada                                    | Ganador   |
| 2019 | Premios Martín Fierro         | Programa de entretenimiento              | La tribuna de Guido                              | Ganador   |
| 2021 | Premios Konex                 | Mejor Conductor                          | Período (2011-2020)                              | Ganador   |
| 2022 | Premios Martín Fierro         | Labor en conducción masculina            | Los 8 escalones del millón y Bienvenidos a bordo | Ganador   |
| 2022 | Premios Martín Fierro (Radio) | Labor en conducción masculina            | No está todo dicho                               | Ganador   |
| 2022 | Premios Martín Fierro (Radio) | Martín Fierro de Oro                     | No está todo dicho                               | Ganador   |